# Estonsko na Letních olympijských hrách 2012
Estonsko se účastnila Letní olympiády 2012. Zastupovalo ji 32 sportovců (22 mužů a 10 žen) v 11 sportech.

## Medailisté
| Medaile | Jméno       | Sport    | Soutěž                      |
| ------- | ----------- | -------- | --------------------------- |
| Stříbro | Heiki Nabi  | Zápas    | Muži řecko-římský do 120 kg |
| Bronz   | Gerd Kanter | Atletika | Muži hod diskem             |